# Maravalia palaquii
Maravalia palaquii är en svampart som först beskrevs av George Baker Cummins, och fick sitt nu gällande namn av Y. Ono 1984. Maravalia palaquii ingår i släktet Maravalia och familjen Chaconiaceae.   Inga underarter finns listade i Catalogue of Life.